# Droga wojewódzka nr 348
Droga wojewódzka nr 348 (DW348) – dawna droga wojewódzka klasy G o długości 3 km. Łączyła Małuszów z węzłem Pietrzykowice na autostradzie A4.
Na mocy Uchwały Sejmiku Województwa Dolnośląskiego z dnia 24 marca 2022 roku droga na całej długości utraciła kategorię drogi wojewódzkiej i została przeklasyfikowana na drogę powiatową.